# Dr4g0n
Dr4g0n  é uma série brasileira produzida pelo Globoplay em parceria com a Casa de Cinema de Porto Alegre. Com criação de Tiago Rezende, que divide a direção com Ana Luiza Azevedo, a primeira temporada tem previsão de estreia para streaming na Globoplay no dia 18 de julho de 2024.
Conta com as atuações de Fernanda Marques, Thiago Prade, Erik Vesch, Lenita Oliver, Caio Cabral, Luigi Montez, Cauã Martins, Laura Luz, Luísa Horta e Eduardo Mendonça nos papéis principais.

## Enredo
A trama gira em torno de uma família falida, que passa a ganhar dinheiro por causa da equipe de eSports dos filhos.
A primeira temporada conta a história de Daniel (Cauã Martins), o Dr4g0n, um jovem introvertido que é craque no jogo FPS Full Force. Ao tomar conhecimento da habilidade ímpar do garoto, Ana Paula (Fernanda Marques), sua irmã mais velha, decide montar um time profissional de Full Force com o irmão e, assim, ganhar dinheiro com competições para sustentar a própria família.
A princípio, os pais Aline (Flávia Garrafa) e Oscar (Edmilson Barros) não acreditam no potencial dos filhos. Porém, Ana Paula persiste, juntando-se ao colega de faculdade Patos (Erik Vesch) e formando o time com Daniel, Gui (Thiago Prade), Kami (Laura Luz), Rafa (Caio Cabral) e Ike (Luigi Montez). Além das competições regionais, Ana Paula tem um segundo objetivo: vencer a Liga Nacional, cuja premiação é de 1 milhão de reais.

## Elenco
- Fernanda Marques como Ana Paula[7]
- Cauã Martins como Daniel (Dr4g0n) [8]
- Caio Cabral como Rafael (Rafa) [7]
- Luigi Montez como Ike[7]
- Laura Luz como Kamila (Kami)[9]
- Thiago Prade como Guilherme (Guizeira)[10]
- Luisa Horta como Bel (Streamer Bell)[9]
- Lenita Oliver como Laura[10]
- Eduardo Mendonça como Max[10]
- Gabriel Kim como Horang[7]
- Flávia Garrafa como Aline[10]
- Edmilson Barros como Oscar[7]
- Nicolas Vargas como Mathias[11]
- Leandro Ramos como Amadeus[10]

## Ligações Externas
- Dr4g0n. no IMDb.